# Val de Suse
Le val de Suse (en italien Val di Susa, en occitan Val Duèira et en francoprovençal (ou arpitan) Vâl Susa) est une vallée alpine qui se trouve dans la partie occidentale du Piémont en Italie, à l'ouest de Turin, dont plusieurs parties hautes sont rattachées à la France.

## Géographie

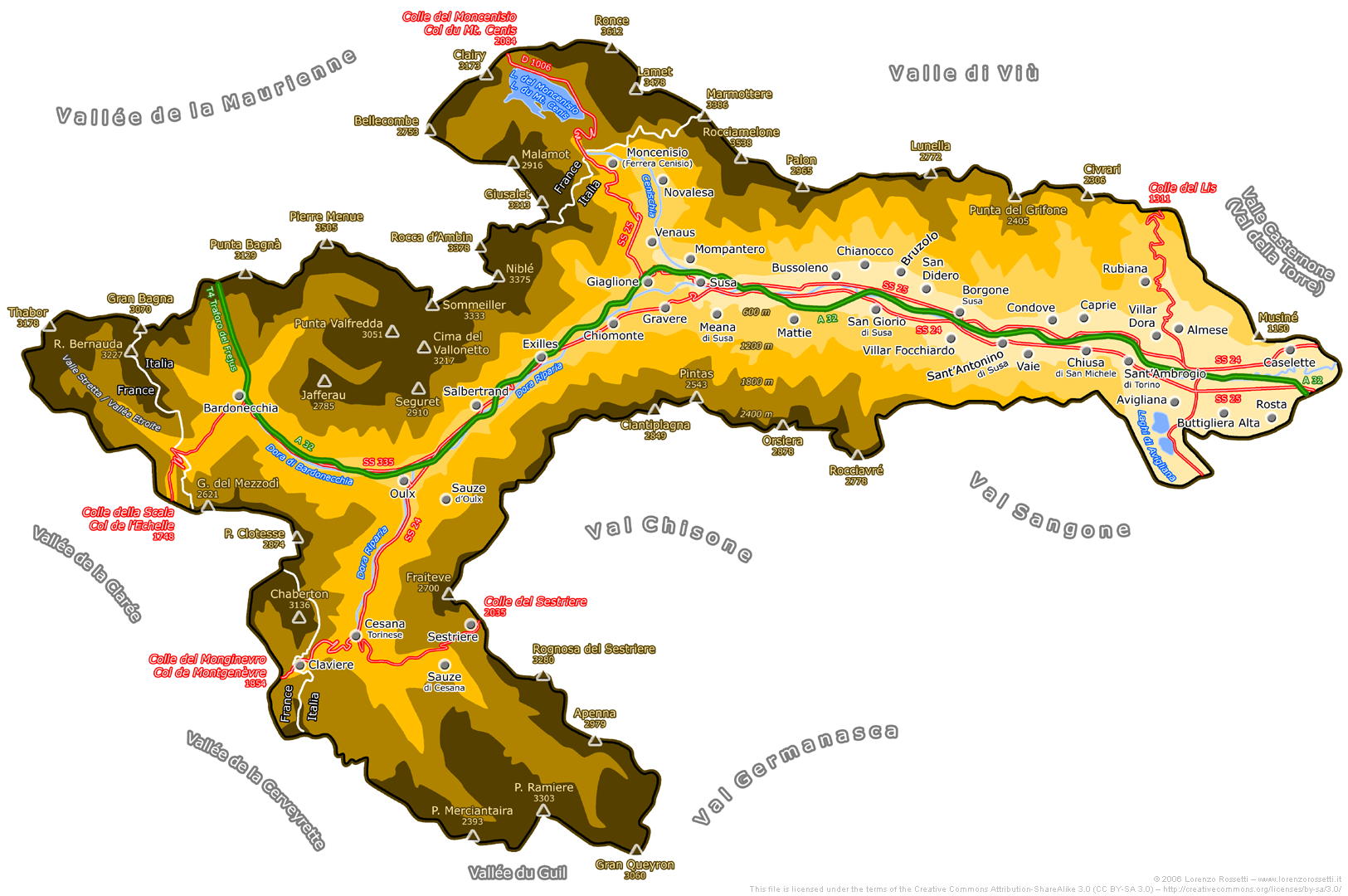
Carte du val de Suse.

La vallée est traversée par la Doire Ripaire, affluent du Pô et doit son nom à la ville de Suse, située au confluent avec le val Cenise d'où proviennent la route qui passe au col du Mont-Cenis et celle venant du col de Montgenèvre. Le plus haut sommet de la vallée est la pointe de Ronce (3 612 m), mais situé entièrement en France ; le plus emblématique est Rochemelon (3 538 m), bien visible depuis le fond de la vallée.

## Communes
| Noms des communes en différentes langues (en gras les noms officiels) |                         |                |                 |                  |
| Français                                                              | Italien                 | Occitan        | Francoprovençal | Piémontais       |
| Almèse                                                                | Almese                  |                |                 | Almèis           |
| Bardonnèche                                                           | Bardonecchia            | Bardonescha    |                 | Bardonecia       |
| Bourgon                                                               | Borgone Susa            | Borgon         | Burgùn          | Borgon           |
| Brussol                                                               | Bruzolo                 | Bersuelh       | Bërsoel         | Bruzeul          |
| Bussolin                                                              | Bussoleno               | Bussolin       | Busoulin        | Bussolin         |
| Butière-Haute                                                         | Buttigliera Alta        |                |                 | Butijera Àuta    |
| Chiaurie                                                              | Caprie                  |                | Ciàvrie         | Ciàvrie          |
| Caselet                                                               | Caselette               |                |                 | Caslëtte         |
| Césane                                                                | Cesana Torinese         | Cesana         |                 | Cesan-a          |
| Chanoux                                                               | Chianocco               | Chanoc         | Tsanouc         | Cianoch          |
| Chaumont                                                              | Chiomonte               | Cháumount      |                 | Cimon            |
| Clavières                                                             | Claviere                | Las Clavieras  |                 | Claviè           |
| Condoue                                                               | Condove                 |                | Kundòve         | Condòve          |
| Exilles                                                               | Esille                  | Exilhas        |                 | Isìles           |
| Gravière                                                              | Gravere                 | Graviera       | Gravere         | Gravere          |
| Jaillons                                                              | Giaglione               | Jalhon         | Dzalhoun        | Giajon           |
| L'Écluse                                                              | Chiusa di San Michele   |                | Kiusa           | Ciüsa            |
| Mattie                                                                | Mattie                  |                | Matiës          | Màtie            |
| Méans                                                                 | Meana di Susa           | Miana de Susa  | Meana           | Meana            |
| Monpantier                                                            | Mompantero              |                | Moumpantìa      | Mompantè         |
| Montcenis                                                             | Moncenisio              | Ferrièras      | Moueini         | Monsnis          |
| Novalaise                                                             | Novalesa                | Novalesa       | Nonalésa        | Novalèisa        |
| Oulx                                                                  | Ulzio                   | Ors            |                 | Ols              |
| Rosta                                                                 | Rosta                   |                |                 | Rosta            |
| Rubiane                                                               | Rubiana                 |                | Rubiana         | Rubian-a         |
| Saint-Ambroise                                                        | Sant'Ambrogio di Torino |                |                 | Sant'Ambreus     |
| Saint-Antonin                                                         | Sant'Antonino di Susa   |                | Santantunin     | San-Tunin        |
| Saint-Didier                                                          | San Didero              |                | Sen Didé        | San Didé         |
| Saint-Joire                                                           | San Giorio di Susa      |                | San Gœri        | San Gieuri       |
| Salbertrand                                                           | Salabertano             | Salbertrand    |                 | Salbertrand      |
| Sauze de Césane                                                       | Sauze di Cesana         | Lo Grand Sause |                 | Sàuze 'd Cesan-a |
| Sauze d'Oulx                                                          | Salice d'Ulzio          | Lo Sause       |                 | Sauze d'Ols      |
| Sestrières                                                            | Sestriere               | La Sestriera   |                 | Ël Séstrier      |
| Suse                                                                  | Susa                    | Susa           | Susa            | Susa             |
| Vaye                                                                  | Vaie                    |                | Vaje            | Vaje             |
| Veillane                                                              | Avigliana               |                |                 | Vijan-a          |
| Vénaux                                                                | Venaus                  | Venaus         | Vëno            | Venàus           |
| Villar-Fouchard                                                       | Villar Focchiardo       |                | Vilar Fuciard   | Ël Vilé          |
| Villar-sur-Doire                                                      | Villar Dora             |                | Vilardòra       | O Vilar          |

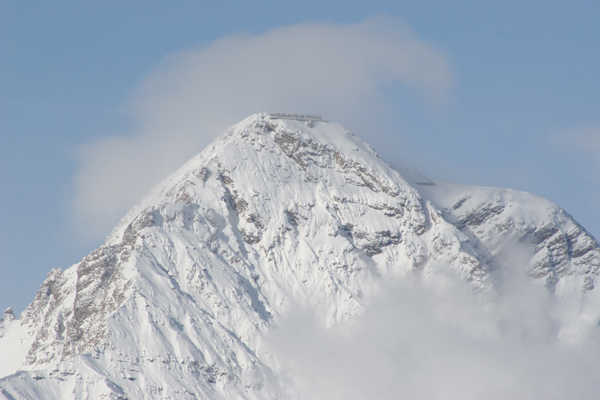
Le sommet du Chaberton, une des plus hautes cimes du val de Suse.
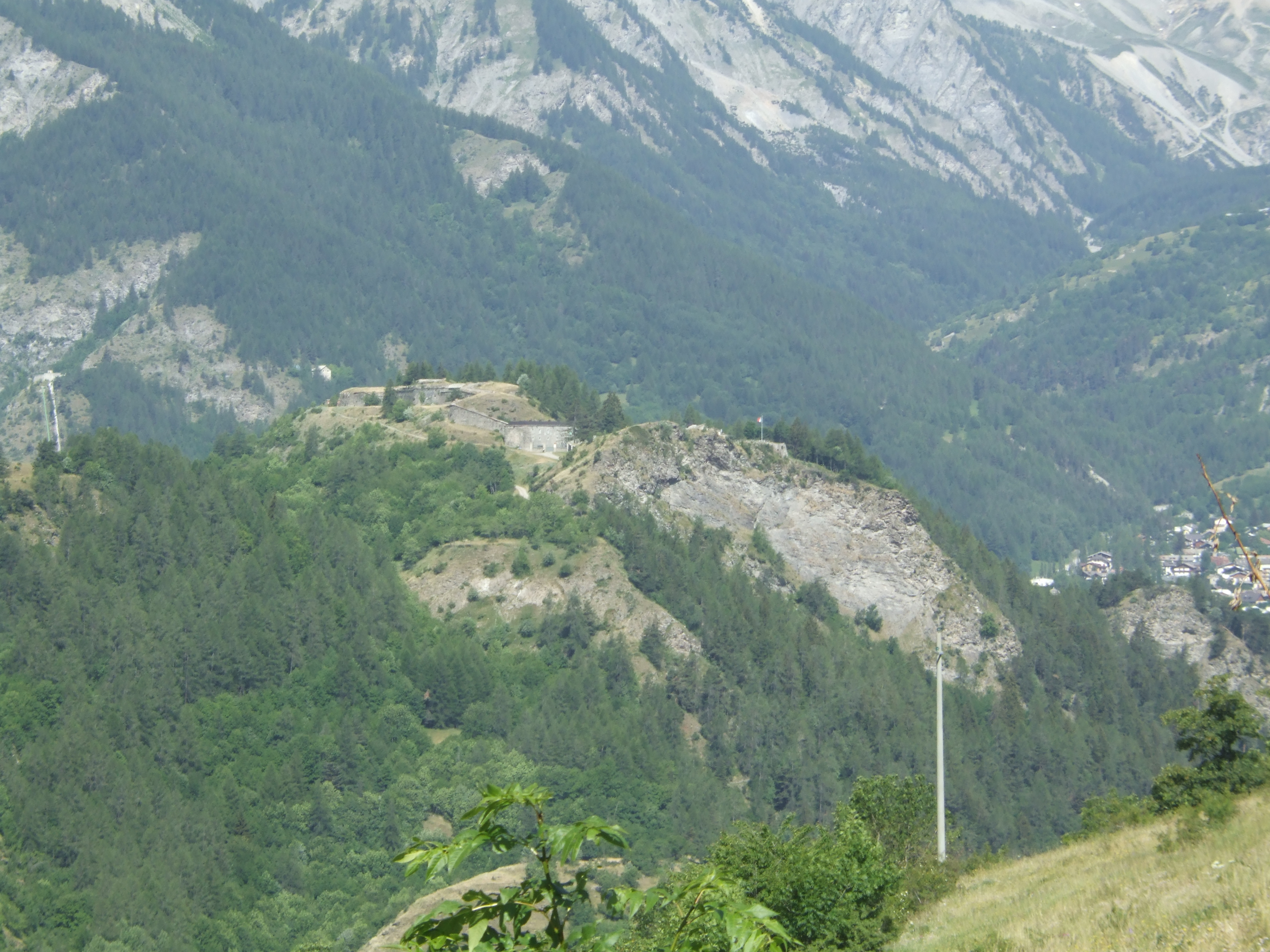
Le fort de Bramafam.

## Histoire
Les premières implantations humaines remontent à environ 5000 av. J.-C. mais, depuis que les Romains ont découvert une possibilité de passage vers les Gaules par le val de Suse, d'innombrables passages de peuples et de soldats se sont succédé ; il a été traversé, entre autres, par Hannibal avec ses éléphants selon certaines théories, par Jules César se rendant en Gaule, par Charlemagne et les Lombards, puis par des troupes françaises et espagnoles à plusieurs reprises. En 575 Gontran conquiert le val de Suse aux Lombards, qui est incorporé au royaume de Bourgogne.
Le val de Suse est ensuite intégré à l'Empire carolingien, puis au royaume de Provence.
En 726, Abbon, au pied du col du Mont-Cenis, fonde l'abbaye de la Novalaise, qui devient un des centres culturels les plus importants à l’époque carolingienne.
La partie amont de la vallée a été française de 1349 à 1713, la frontière se situant alors non loin de la ville fortifiée d’Exilles. Cette partie, alors rattachée au Dauphiné, était sous l'administration des Escartons du Briançonnais. En 1713, elle passe sous la coupe de la Maison de Savoie grâce à la signature du traité d’Utrecht.
Le 25 avril 1610, le château de Brussol (fondée par la famille de Bertrand en 1227) est lieu de la signature du traité de Brussol entre François de Bonne de Lesdiguières, représentant de Henri IV de France, et Charles-Emmanuel Ier, duc de Savoie, contre l'Espagne. De 1796 à 1814, Suse fait partie de l’Empire français.
En 1857 fut commencé le percement du tunnel ferroviaire du Mont-Cenis entre Modane (non encore française car savoyarde jusqu'en 1860) et Bardonèche qui permit de relier Turin à la France par la ligne du Fréjus accentuant son rôle de voie de communication entre la plaine du Pô et l'Europe occidentale par la France.
En 1947, nouveaux changements frontaliers, la France récupérant 81,79 km2 sur le plateau du Mont-Cenis, 47 km2 au mont Thabor et 17,1 km2 au mont Chaberton sur lequel l'armée italienne avait établi un complexe militaire. La frontière du Montgenèvre est déplacée à l'entrée sud du village de Clavières.
En 1980, le tunnel routier du Fréjus a été ouvert parallèlement au tunnel ferroviaire, prolongé dans les années 1990 par l'A 32 qui la relie au réseau autoroutier italien, autoroute qui s'ajoute aux deux routes nationales (statali) traversant la vallée, la 24 et la 25 desservant respectivement les cols de Montgenèvre et du Mont-Cenis. Un projet de liaison ferroviaire à grande vitesse entre Lyon et Turin, comprenant notamment un tunnel de base de 53,1 km sous le massif du Mont d'Ambin. Ce projet soulève l'opposition d'une partie de la population locale (NO TAV). Un projet de tunnel ferroviaire entre Oulx et Briançon permettrait à terme une liaison directe entre Marseille et la plaine padane.

## Économie
L'économie de la vallée s'appuie surtout sur le tourisme hivernal lié aux stations de sports d'hiver de Bardonèche, Césane, Sestrières, Sauze d'Oulx. C'est précisément là qu'au début du XXe siècle le ski commença à se répandre en Italie. La vallée a accueilli les XXes Jeux olympiques d'hiver en 2006.

## Culture

### Monuments

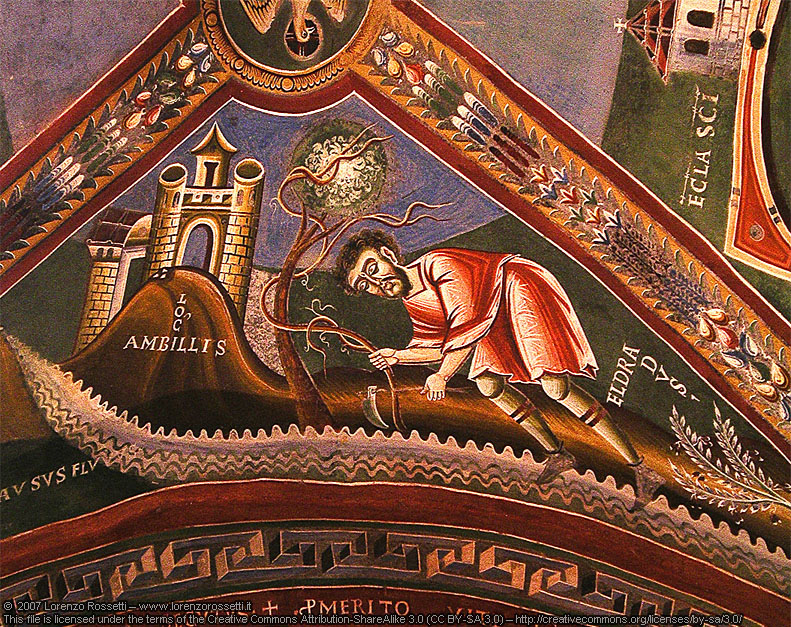
Fresque avec saint Eldrade, dans l'abbaye de la Novalaise, XIe siècle.

- L'abbaye de Saint-Michel-de-la-Cluse fondée à la fin du IXe siècle.
- L'abbaye de la Novalaise, fondée en 726 par le patrice Abbon au pied du col du Mont-Cenis
- L'abbaye Saint-Just à Suse, fondée en 1027 par Olderico Manfredi et Adélaïde de Suse, est aujourd'hui la cathédrale du diocèse de Suse.
- La chartreuse de Montebenedetto (Villar-Fouchard), fondée en 1200
- Le couvent Saint-François de Suse, le premier fondé en Piémont
- Le fort d'Exilles, forteresse construite sur un éperon rocheux au-dessus d'une gorge de la vallée de Suse à Exilles, pour regarder la frontière entre la communauté des Escartons du Briançonnais (Dauphiné-France) et le Piémont, partie du duché de Savoie
- Le château de Brussol, fondé par la famille de Bertrand en 1227 (non visible)

### Langues
La partie basse de la vallée appartient à l'aire francoprovençale, comme le Val d'Aoste, le Valais ou la Savoie. Le dialecte est généralement appelé patois ou patouà. La haute vallée, autour de Bardonèche, est de tradition occitane. Le français est toujours utilisé puisque, lors du traité d'Utrecht, la vallée de la Suse a été cédée au royaume de Sardaigne à condition que ses habitants puissent conserver l'usage du français. Cette tradition s'est partiellement conservée. Ce patrimoine culturel se manifeste notamment dans les noms de lieux (Champlas, Séguin, Beaulard, Exilles, Jouvenceaux, Mélezet) bien que la plupart aient été italianisés depuis. De nos jours, l'italien est la langue principale comme dans le reste de l'Italie.

### Chant choral
Un certain nombre de chœurs contribuent au maintien des traditions locales en diffusant la culture du Val de Suse par l'intermédiaire du chant populaire, donnant des concerts non seulement dans la vallée, mais aussi dans le reste de l'Italie et dans des pays étrangers. Parmi ces chœurs, les plus prestigieux sont le Coro Alpino Valsusa de Bussolin, le Coro Alpi Cozie de Suse et la Corale Rocciamelone de Saint-Antonin.